# Inspección de los Campos de Concentración
La Inspección de los Campos de Concentración (ICC) o en alemán, IKL (Inspektion der Konzentrationslager; en alemán: [ɪnspɛkˈt͡si̯oːn deːɐ̯ kɔnt͡sɛntʁaˈt͡si̯oːnsˌlaːɡɐ]) era la autoridad central administrativa y de gestión de las SS para los campos de concentración del Tercer Reich. Creada por Theodor Eicke, originalmente se conocía como la "Inspección General de la SS-Totenkopfstandarten", después del puesto de Eicke en las SS. Posteriormente se integró en la Oficina Administrativa y Económica Central de las SS como "Amt D". Se considera uno de los elementos principales en la perpetración del holocausto.

## Inspector de todos los campos de concentración

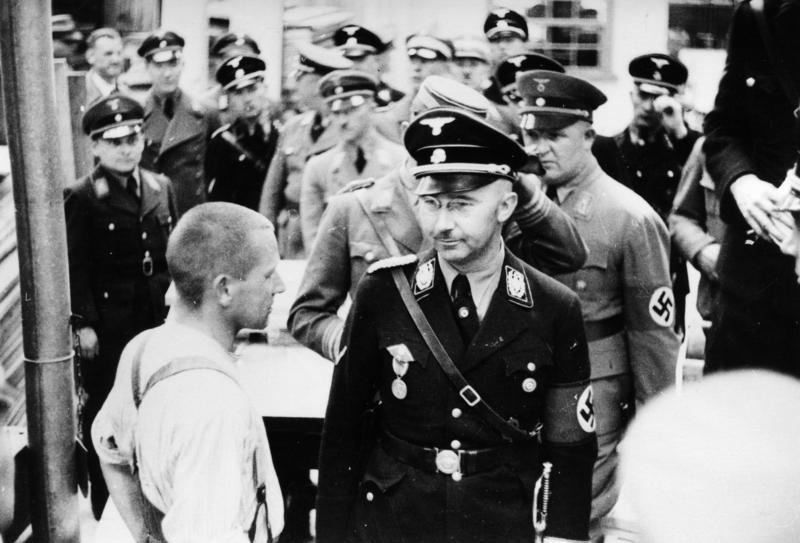
Inspección por parte del Partido Nazi y de Himmler en Dachau el 8 de mayo de 1936.

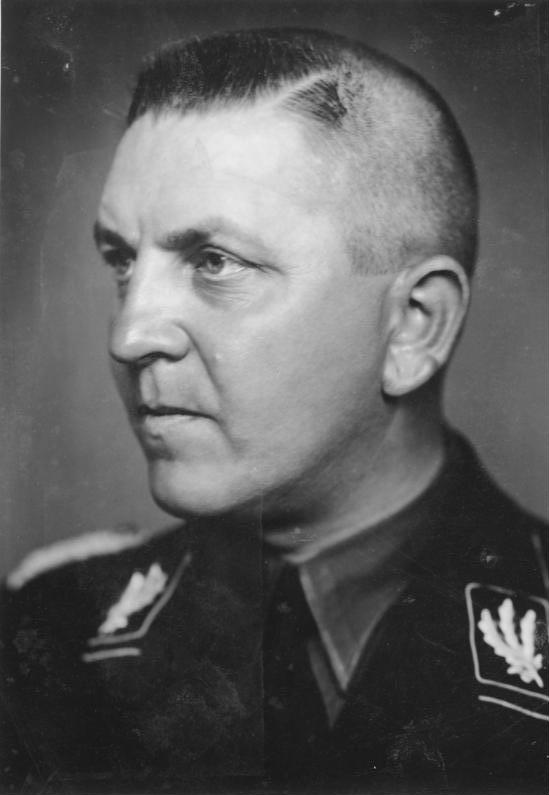
Inspector de los Campos de Concentración Theodor Eicke

El SS-Oberführer Theodor Eicke, se convirtió en comandante del campo de concentración de Dachau el 26 de junio de 1933. Su forma de organización en Dachau fue el modelo para todos los campos de concentración posteriores. Eicke reclamó el título de "Inspector de los Campos de Concentración" para sí mismo en mayo de 1934. Como parte de la pérdida de poder de las SA a través del asesinato durante la noche de los cuchillos largos, había fusilado personalmente a Ernst Röhm el 1 de julio de 1934.
Poco después de la ejecución de Röhm el 4 de julio de 1934, el Reichsführer-SS Heinrich Himmler nombró oficialmente a Eicke jefe de la Inspektion der Konzentrationslager o IKL (Inspección de los Campos de Concentración o ICC). También promovió a Eicke al rango de SS-Gruppenführer al mando de la SS-Wachverbände. Himmler era indiscutiblemente el amo de las organizaciones policiales y los campos asociados, pero solo aquellos lugares bajo la jurisdicción oficial de la ICC eran considerados "campos de concentración" dentro del territorio que comprendía el Tercer Reich.
Como resultado de la noche de los cuchillos largos, las SS tomaron el control de los campos restantes administrados por las SA. Las funciones policiales de las SS se disolvieron el 20 de julio de 1934 con la subordinación de las SA. Además, la Inspección de los Campos de Concentración (ICC) se estableció oficialmente como un departamento para Eicke. La ICC se trasladó a las oficinas de la sede de la Gestapo en Prinz-Albrecht-Strasse n.º 8 en Berlín. Mientras que las oficinas del aparato policial de Reinhard Heydrich estaban muy próximas físicamente a la oficina de la ICC de Eicke, Himmler las mantuvo separadas; Heydrich vigilaba al Reich, arrestaba y detenía a personas y luego las enviaba a campos de concentración, donde los presos eran supervisados por la ICC bajo la dirección de Eicke. La CICC estaba subordinada a la SD y la Gestapo solo en lo que respecta a quiénes eran admitidos en los campos y quiénes eran liberados; lo que sucedía dentro de los campos quedaba a discreción de la ICC.
El jefe de la ICC (Eicke el primero) estaba subordinado tanto al SS-Amt como a un miembro de las SS, pero en realidad solo reportaba directamente al Jefe de la Policía Alemana, el Reichsführer-SS Himmler. Esta forma de doble subordinación era característica de muchos puestos de las SS y creó un limbo para la interpretación de sus miembros, que era cómo y por qué la ICC con Eicke se convirtió en una institución tanto del Partido Nazi como del Estado. Eicke tuvo las manos libres para llevar los campos de concentración al más alto "nivel de eficiencia"; Especialmente sabía cómo utilizar este sistema para sus propios fines y contribuyó significativamente a que la ICC tuviera el control exclusivo de todos los prisioneros de los campos de concentración.

## Inspección de 1934 a 1945
En 1934, la ICC de Eicke estaba operando hacia el exterior de Dachau. Se vislumbraban cambios y reorganización de los numerosos campos. Bajo la dirección de Eicke, los centros de detención más pequeños y las centros de castigo en toda Alemania se consolidaron en cinco campos principales en Esterwegen, Lichtenburg, Moringen, Sachsenburg y Dachau. Los guardias del campo de las SS de la ICC procedían de todos los ámbitos de la vida; había hombres, mujeres, alemanes, no alemanes, protestantes, católicos, otras religiones, soldados retirados, hombres jóvenes, reclutas del ejército, ideólogos, asesinos sádicos y quienes trataban a los presos con humanidad. En 1936, los guardias del campo de concentración y las unidades administrativas fueron designados formalmente como SS-Totenkopfverbände (Unidades de la Calavera; SS-TV). En abril de 1936, Eicke fue nombrado comandante de las SS-Totenkopfverbände y el número de hombres bajo su mando aumentó de 2876 a 3222; la ICC también recibió financiación oficial a través de la oficina de presupuesto del Reich, y se le permitió a Eicke reclutar futuras tropas de las Juventudes Hitlerianas según las necesidades regionales.
El líder de la ICC, Eicke, abogó por un grupo compacto. También hizo todo lo posible para inculcar un sentido de lealtad entre los hombres de las SS asignados a los campos, alentando "la grandilocuencia, la valentía y la seriedad mortal" en el desempeño de sus funciones. A medida que los campos se expandieron a mediados de la década de 1930, también lo hizo la cantidad de personal asignado a la ICC. El subordinado más importante de Eicke, a partir de 1936, fue Richard Glücks. El 1 de abril de 1936, Glücks fue nombrado por Eicke Jefe de Estado Mayor del inspector de la Wachverbände y más tarde se convirtió en el adjunto de Eicke. Muchas de las funciones administrativas en la ICC que Eicke prefirió ignorar fueron asumidas por Glücks, lo que con el tiempo lo llevó a tener un gran poder; El posterior ascenso de Glücks a la prominencia dentro de las filas nazis tuvo más que ver con la "ineficaz gestión" de las responsabilidades administrativas de Eicke que con la competencia de Glücks.

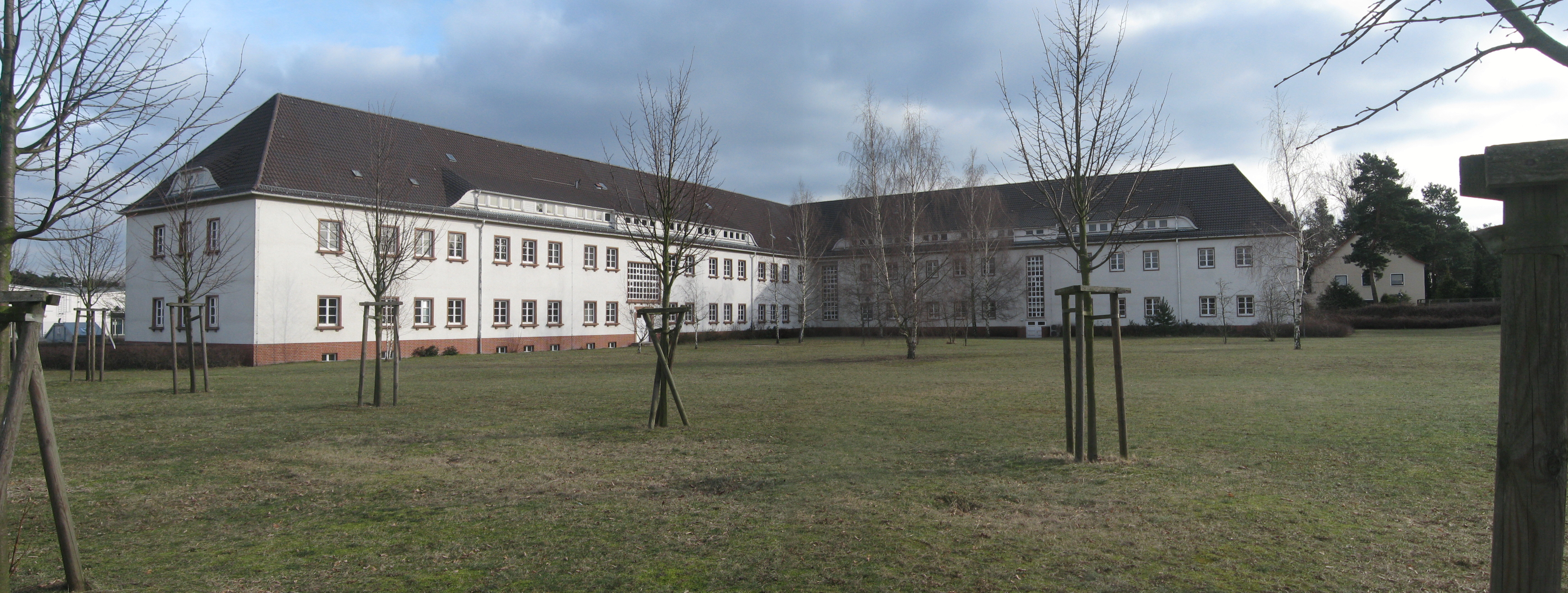
El edificio T en el campo de concentración de Sachsenhausen, hogar de la Inspección de los Campos de Concentración desde 1938.

El entrenamiento ideológico se intensificó bajo el mando de Eicke y se incrementó el entrenamiento militar para los nuevos reclutas que trabajaban en los campos. En algún momento de agosto de 1938, todo el personal de apoyo de Eicke fue trasladado a Uraniemburgo (cerca de Sachsenhausen) donde la oficina principal de la ICC permanecería hasta 1945. No obstante, el papel de Eicke como jefe de la ICC lo colocó dentro del marco de la policía estatal secreta de Heydrich; mientras que su mando de las Unidades de la Calavera lo hizo responsable ante la Oficina Central de Seguridad del Reich (RSHA) de las SS. Todas las regulaciones de los campos de las SS, tanto para guardias como para prisioneros, siguieron el modelo de campo de Dachau establecido por Eicke. El 1 de abril de 1937, el liderazgo de las SS consolidó la organización principal de la ICC, el Batallón de la Muerte, en tres unidades; el primero para el servicio en Dachau, el segundo en Sachsenhausen y el tercero en Buchenwald. Luego, durante el otoño de 1938, se creó una cuarta unidad para el último campo de concentración de Mauthausen. La ICC también administró el campo de concentración de Columbia-Haus en Berlín-Tempelhof. Uno de los campos originales de la ICC, Lichtenburg (que albergaba principalmente a mujeres), se cerró en mayo de 1939 cuando el campo de concentración de Ravensbrück entró en funcionamiento. El secretismo aumentó entre los guardias y el personal de la ICC a medida que aumentaba el número de campos y la red de apoyo. Los nuevos campos estaban "en gran parte protegidos de la vista" y se establecieron en lugares apartados. La guerra contribuyó a esta expansión a medida que el propio sistema de campos creció para apoyar la ocupación territorial nazi con la correspondiente rapidez. Solo un día después de invadir Polonia (2 de septiembre de 1939), por ejemplo, los nazis establecieron el campo de concentración de Stutthof cerca de Danzig.
Al comienzo de la Segunda Guerra Mundial, Eicke fue reasignado al frente, para ser el comandante de las SS-Totenkopf-Standarten. La unidad de las Waffen-SS de Eicke llevó a cabo tareas policiales, deportaciones e incluso ejecuciones durante 1940 y 1941, una función que estaba de acuerdo con los objetivos étnicos y políticos del régimen nazi. Glücks fue nombrado por Himmler nuevo jefe de la ICC a mediados de noviembre de 1939. Glücks hizo pocos cambios, dejando intacta la estructura organizativa tal como la había establecido Eicke. En 1940, la ICC quedó bajo el control de la Verwaltung und Wirtschaftshauptamt Hauptamt (VuWHA; Oficina de Administración y Negocios), que se estableció bajo la dirección de Oswald Pohl. Luego, en 1942, la ICC se convirtió en el Amt D (Oficina D) de la oficina principal, conocida como la Oficina Económica y Administrativa Central de las SS (SS-Wirtschafts-Verwaltungshauptamt; WVHA). Por lo tanto, todo el sistema de campos de concentración quedó bajo la autoridad de la WVHA con la ICC ahora subordinada al Jefe de la WVHA.
Cerca de finales de 1941 y principios de 1942, se decidió que para apoyar la maquinaria de guerra nazi, los prisioneros de los campos de concentración deberían trabajar en fábricas de armamento. Los intereses en conflicto y las creencias de las SS pusieron a los líderes de la WVHA y la ICC en desacuerdo, particularmente en lo que respecta al trabajo esclavo; es decir, como Eicke pensaba en los reclusos de los campos de concentración más en líneas punitivas político-ideológicas, mientras que Pohl veía a los prisioneros dentro de los campos como forraje económico para ser explotado plenamente, especialmente en los casos en que poseían las habilidades o la experiencia industrial necesarias. Los conflictos entre la WVHA y la ICC solo resultaron mortales para los prisioneros debido al hecho de que ambas organizaciones eran igualmente imprudentes y desconsideradas con las necesidades de su mano de obra esclava. Desde el inicio del sistema de campos de concentración, Pohl había intentado influir en la administración de los mismos. Tuvo éxito, en parte, porque aunque los comandantes de campo manejaban la disciplina de los miembros de las SS bajo su mando, en realidad no eran sus superiores. Los miembros del campo de las SS recibieron sus instrucciones de la ICC (más tarde "Amt D"), a través de los jefes de departamento del campo de las SS. Este es otro ejemplo de la práctica SS de subordinación dual.
A excepción de la admisión y liberación de los prisioneros de los campos de concentración, que manejaban la SD y la Gestapo (más tarde como departamentos de la RSHA), la ICC tenía el control exclusivo sobre los prisioneros. La agencia de Eicke tomó todas las decisiones con respecto a los asuntos internos del campamento. La ICC también coordinó las operaciones de asesinato sistemático en otras divisiones de las SS, por ejemplo, el asesinato de comisarios soviéticos y las operaciones de asesinato T4 como la Aktion 14f13. Los campos de concentración de Auschwitz-Birkenau y Majdanek estaban bajo el control de la ICC, habiendo sido construidos especialmente para su uso como campos de exterminio en la Solución Final. Quizás único en parte debido al alcance de sus operaciones, Auschwitz-Birkenau estaba al mismo tiempo bajo la jurisdicción de la WVHA y bajo el control administrativo de la ICC.

## Jerarquía de lasSSen los campos

### Divisiones y funciones
El Politische Abteilung ("Departamento Político"), que controlaba la vida de los prisioneros en cada campo, se convirtió en la subdivisión más importante dentro de la ICC.
Bajo la dirección de Eicke, todos los nuevos campos de concentración se organizaron según el "modelo Dachau". Principalmente, esto significó la segregación de los miembros de las SS entre los guardias o los que trabajaban en el departamento del comandante. Dentro del departamento del comandante, se formaron las mismas secciones, creando una estructura de mando central que se replicó en cada campamento.
- Comandante/Ayudante
- Departamento Político
- Campo de custodia protectora[46]
- Administración
- Doctor del campo
- Mando de guardia[47]

Debido a la política de personal del Inspector de la ICC, que se basó en gran medida en las relaciones personales, solo hubo un pequeño cuadro de élite de comandantes de campos de concentración durante toda la era nazi. A diferencia de los guardias, estos "expertos" generalmente no fueron enviados al frente.

### Tareas delSchutzhaftlagerführer
El Schutzhaftlagerführer (jefe del "Campo de Detención Preventiva") y su ayudante eran responsables del funcionamiento del campo. El Schutzhaftlagerführer tenía que mantener el orden, ocuparse de las rutinas diarias, pasar lista, etc. Bajo él estaban el Rapportführer, el Arbeitseinsatzführer y el Oberaufseherin (si había un campo de mujeres). Eran directamente responsables del orden en el campo y asignaron prisioneros a los detalles de trabajo externos. El Blockführer, cada uno de los cuales era responsable de uno o más cuarteles, estaba subordinado a ellos. El Arbeitseinsatzführer (jefe del Departamento de Trabajo) era responsable del trabajo de los prisioneros, tanto en el campo como fuera y haciendo uso de sus habilidades y capacidades profesionales. El Arbeitseinsatzführer tenía a todos los prisioneros del campo enumerados en un archivo de tarjetas por profesión y habilidad.
Subordinado a él, estaba el Arbeitsdienstführer (un SS-Unterführer) que era responsable de reunir y supervisar el "comando interno", los prisioneros funcionarios. El Blockführer (líder de "bloque" o "cuartel") identificó candidatos de las filas de prisioneros para convertirse en Blockälteste "("veterano de cuartel ") y Stubenälteste ("veterano de habitación"). Los prisioneros funcionarios fueron utilizados por las SS como policías auxiliares en una "estrategia de divide y vencerás".

### Tareas del departamento político
El Politische Abteilung era responsable de los registros sobre los presos, su registro inicial, liberación, traslado, comentarios de la policía sobre la muerte o fuga de un preso, investigaciones (que a menudo implicaban torturas o amenazas) y mantener actualizados los archivos de tarjetas de presos. El jefe del departamento político fue siempre un oficial de la Gestapo, generalmente un oficial de la Kriminalpolizei (Policía Criminal). Estaba subordinado a la sede local de la Gestapo, pero a menudo recibía instrucciones y órdenes de la RSHA, generalmente la oficina involucrada con asuntos relacionados con la "custodia protectora". Por ejemplo, las órdenes de ejecución iban directamente de la oficina de la RSHA al Politische Abteilung y la RSHA decretó la admisión individual y la liberación de los presos bajo custodia protectora.
Como funcionario de la Gestapo, el jefe del departamento político informaba a la RSHA o la sede local de la Gestapo. Estaba subordinado a ellos, al igual que su adjunto. Los demás miembros del departamento, sin embargo, como miembros de las Waffen-SS, estaban subordinados a la Gestapo en cuanto a cuestiones técnicas y funcionales, pero por lo demás pertenecían a la Stabskompanie (Tropas del Estado Mayor) por lo que, en términos de disciplina, estaban sujetos al comandante del campo.

### Funciones del departamento de mantenimiento
El departamento de mantenimiento se encargaba del alojamiento, la alimentación, la vestimenta y la remuneración del personal de mando y los guardias, así como del alojamiento, la alimentación y la vestimenta de los presos. Era el empleado principal de contabilidad en una empresa comercial, responsable de la verificación de todos los bienes materiales y su estado actual y la administración y mantenimiento de sus bienes inmuebles. Las cuentas internas se prepararon según lo solicitado por el Amt D IV, primero bajo la dirección de Richard Glücks, y después de Gerhard Mauer. Una oficina importante de este departamento era la Gefangeneneigentumsverwaltung, la "Administración de la Propiedad de los Prisioneros", que se encargaba de guardar todos los bienes muebles que los prisioneros llevaban a los campos, de clasificar, empaquetar y almacenar el dinero de los prisioneros, los objetos de valor, ropa, etc. Este departamento se hizo responsable de los activos; se sancionaba la malversación o la apropiación indebida y los infractores podían ser considerados penalmente responsables.

### Tareas del médico jefe
El jefe de los Sanitätswesen estaba a cargo de varios médicos del campo, incluidos dentistas, que estaban subordinados a él. Tenían varias áreas de responsabilidad. El "médico de la tropa" era el responsable de la atención médica de los guardias de las SS. El resto de los médicos del campo dividieron las áreas restantes del campo (campo de hombres, campo de mujeres, etc.), de acuerdo con la lista de servicio. La atención médica de los presos era secundaria a sus principales tareas. De primordial importancia era la higiene del campo para prevenir enfermedades y mantener la capacidad de trabajo de los presos. Para ello, se valieron de presos que eran médicos y enfermeras para servir como personal auxiliar en la enfermería. El contacto directo con los presos como pacientes era limitado.
Además, los médicos del campo tenían diferentes tareas no médicas o pseudomédicas, como la selección al llegar a los transportes con nuevos prisioneros y en la enfermería (decidir quién era apto para trabajar y quién debería ser asesinado), supervisión de los procedimientos de gaseado, supervisión de la extracción de oro dental de la boca de los prisioneros muertos, la certificación de la muerte después de las ejecuciones, especialmente los asesinatos cometidos por el campo de la Gestapo, la realización de abortos y esterilizaciones en los prisioneros, así como la participación en experimentos humanos pseudocientíficos.

## Administración
En un estudio, la historiadora Karin Orth estableció que los administradores en los campos de concentración (comandantes y jefes de división) fueron reclutados repetidamente de un pequeño grupo de miembros de las SS. Excluyendo los aproximadamente 110 médicos del campo, que variaban algo más, este grupo contaba con unos 207 hombres y unas pocas mujeres. Orth mostró numerosas similitudes dentro de este grupo, incluido el origen social, la trayectoria de vida, el año de nacimiento (alrededor de 1902), la fecha en que se unieron a las SS y su desarrollo político. En enero de 1945, había 37 674 hombres y 3508 mujeres trabajando como guardias de campos de concentración.

### Rotación
En 1944, se convirtió en una práctica habitual rotar a los miembros de las SS dentro y fuera de los campos, en parte en función de las necesidades de mano de obra, pero también para proporcionar asignaciones más fáciles a los miembros de las Waffen-SS heridos que ya no podían servir en el frente. Se estima que la rotación de trabajos entre los campos de concentración y las Waffen-SS involucró al menos a 10 000 hombres y algunos historiadores piensan que la cantidad de personal rotada entre las dos funciones podría llegar a 60 000. Este intercambio de personal, en particular, refuta la afirmación de que las Waffen-SS no tenían conexiones con los guardias de las SS de los campos de concentración. Casi todas las SS sabían lo que estaba sucediendo dentro de los campos de concentración, lo que hacía que toda la organización fuera responsable de crímenes de guerra y crímenes de lesa humanidad.

## Procedimientos de castigo

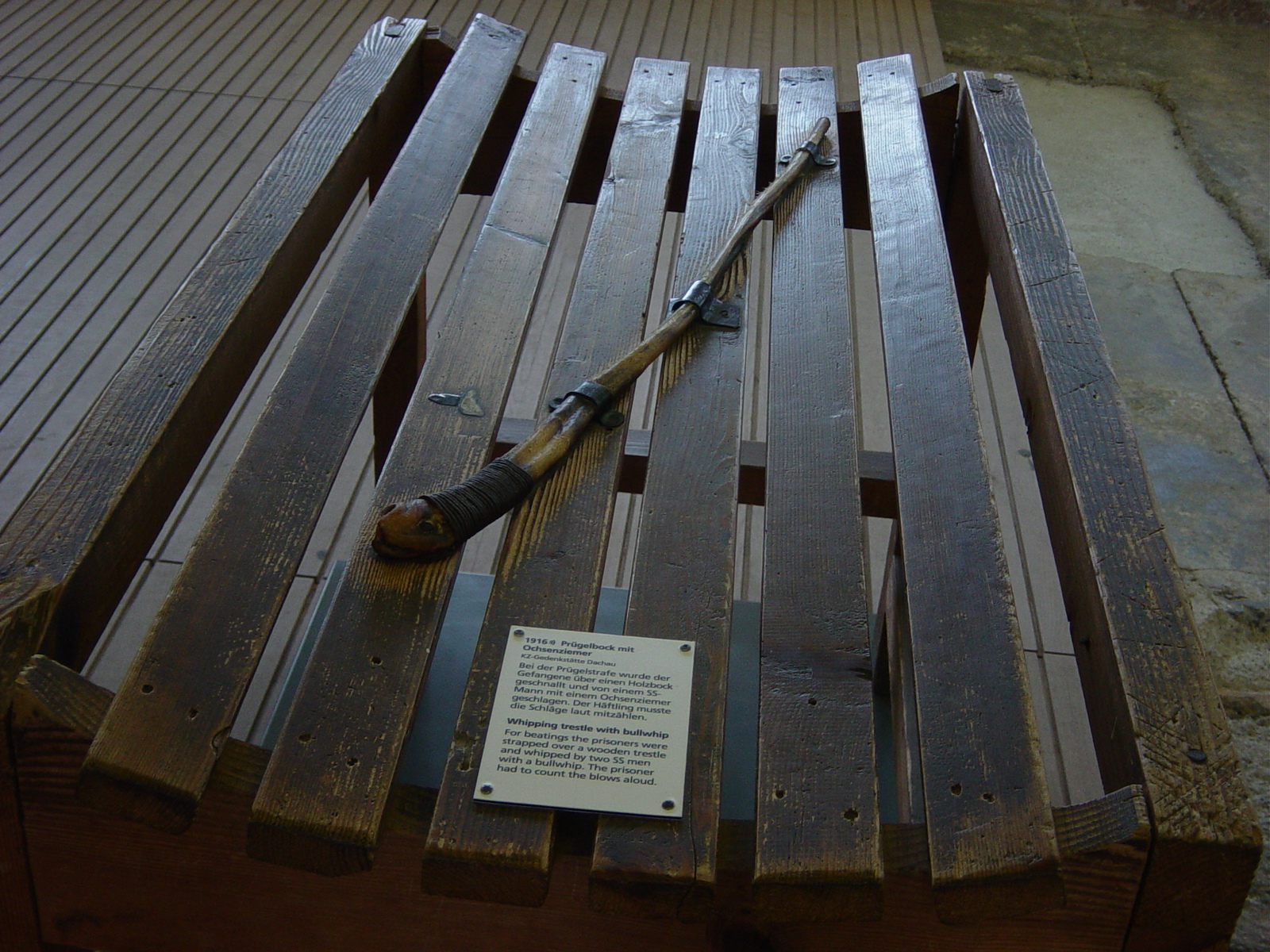
Elemento de castigo, campo de concentración de Dachau.

La ICC estableció pautas generales para el castigo de las infracciones, lo que le permitió a Himmler insistir, a efectos de la propaganda nazi, en que existía un procedimiento adecuado para castigar las infracciones en los campos de concentración. Sin embargo, la adherencia a las pautas fue poco común. Dachau fue el primer campo de concentración organizado sistemáticamente. Las normas de los campos de concentración y las sanciones establecidas se extendieron posteriormente a todos los campos de concentración de las SS. Dado que Dachau se estableció como campo modelo, el procedimiento de otros campos para castigar las infracciones siguió el ejemplo de Dachau.
El castigo comenzó con el "informe de infracciones". Un prisionero podía ser castigado por cuestiones relacionadas con el orden del campamento, como perder un botón de su chaqueta, por un plato sucio, etc. El SS anotaba el número de prisionero en este informe. Bajo la dirección de Egon Zill, por ejemplo, los prisioneros funcionarios, como los Lagerälteste, recibieron instrucciones de recoger entre 30 y 40 infracciones diarias a las SS. Si un grupo de prisioneros infringía colectivamente una norma del campo, todo el grupo tendría que arrodillarse y luego sería golpeado. Si no mencionaban el nombre de ningún prisionero en particular, todos los nombres se anotarían en el informe. Los equipos de trabajo eran registrados antes y después del trabajo para combatir el contrabando. La pena por las cosas más pequeñas era el castigo corporal o el ejercicio excesivo. Una infracción más grave, como un sabotaje o un robo, podría merecer un "trato especial". Después de un informe, el preso tenía que esperar en el limbo mientras era procesado antes de averiguar cuál sería su castigo, lo que a veces resultaba en semanas o meses de incertidumbre.
Si recibía una citación, el prisionero tenía que presentarse para pasar lista y esperar. La audiencia tenía lugar en la Jourhaus. Si el preso negaba su culpabilidad, a menudo se le acusaba de mentir, lo que significaba más azotes. En casos graves, los presos eran interrogados en el "búnker" hasta que confesaban. Al final, llegaba el veredicto y el castigo, por ejemplo, "árbol" o "veinticinco".
El comandante del campo tenía que firmar la sentencia elaborada por el oficial de interrogatorios. En casos como el castigo corporal, el inspector de Uraniemburgo tenía que aprobar el castigo. Un médico del campo de las SS tenía que evaluar la salud del prisionero, pero las objeciones médicas eran raras. El preso acudía a la enfermería y se desvestía. El médico de las SS caminaba por las filas de prisioneros y el empleado de enfermería anotaba "en forma".
Unos días después se ejecutó la sentencia. Los presos en particular tenían que presentarse para recibir el castigo y un preso funcionario tenía que ejecutar el castigo. Una unidad de guardia de las SS asistió al procedimiento.
Las reglas estipulaban que las siguientes personas participaban en la ejecución del castigo:
- el SS o el funcionario preso que había presentado el informe de sanción,
- el oficial de interrogatorio,
- el comandante,
- un médico de las SS,
- un empleado de la enfermería,
- una unidad de guardias de las SS,
- prisioneros funcionarios, que debían ejecutar la sentencia,
- el Inspector de la ICC,
- en algunos casos, el propio Himmler.

### Propaganda nazi
Himmler citó el prolongado procedimiento como una supuesta prueba de que los campos de concentración de las SS se administraban absolutamente como prisiones ordenadas que protegían contra los abusos.
La crueldad, los sadismos, como suele decirse en la prensa extranjera, son imposibles allí. Primero, solo el Inspector de todo el [sistema] del campo [SS] puede imponer un castigo, ni siquiera el comandante del campo; en segundo lugar, el castigo lo lleva a cabo una compañía de guardias para que siempre haya un pelotón, entre 20 y 24 personas; finalmente hay un médico en el castigo y una secretaria. Y así, no se puede tener más rigor. - Discurso de Himmler a los oficiales de la Wehrmacht, 1937.

### Incumplimiento de sus propias reglas
El engorroso y burocrático procedimiento oscureció el rastro de la rendición de cuentas. La complejidad del procedimiento penal no dio lugar a una reducción de las infracciones. El "Catálogo de sanciones" no estaba restringido. Los presos a menudo eran golpeados sin ningún procedimiento de infracción o eran asesinados por el castigo mismo. El cumplimiento del procedimiento penal no era un hecho. Por ejemplo, el Lagerführer Egon Zill una vez ordenó a dos hombres que implementaran el número de golpes en un castigo particular. Aunque esto duplicó el número de golpes dados al prisionero, el total se contabilizó una sola vez.